# Tatia
Tatia é um gênero de peixes sul-americanos de água doce.

## Espécies
- Tatia aulopygia Kner, 1858
- Tatia boemia W. R. Koch & R. E. dos Reis, 1996
- Tatia brunnea Mees, 1974
- Tatia carolae Vari & Ferraris, 2013 [2]
- Tatia caxiuanesis Sarmento-Soares & Martins-Pinheiro, 2008
- Tatia dunni Fowler, 1945
- Tatia galaxias Mees, 1974
- Tatia gyrina C. H. Eigenmann & W. R. Allen, 1942
- Tatia intermedia Steindachner, 1877
- Tatia jaracatia Pavanelli & Bifi, 2009
- Tatia marthae Vari & Ferraris, 2013 [2]
- Tatia meesi Sarmento-Soares & Martins-Pinheiro, 2008
- Tatia melanoleuca Vari & Calegari, 2014 [3]
- Tatia musaica Royero-L., 1992 [3]
- Tatia neivai R. Ihering, 1930
- Tatia nigra Sarmento-Soares & Martins-Pinheiro, 2008
- Tatia strigata Soares-Porto, 1995